# Акмяне
Акмя́не (лит. Akmenė, рус. Окмяны) — город на севере Литвы, в Акмянском районе.

## Положение и общая характеристика
Расположен на правом берегу реки Дабикине.
Площадь 844 км²

## Население
По переписи населения 2001 года в Акмяне было 3 140 жителей, из них 47, 19 % мужчин, 52, 81 % женщин. В 2005 насчитывалось 2 973 жителей; на 1 июля 2013 г. — 2 505 жителей.
| 1736                           | 1859 | 1867 | 1897 | 1923 | 1959 | 1970 |
| ------------------------------ | ---- | ---- | ---- | ---- | ---- | ---- |
| 16                             | 790  | 790  | 1501 | 1453 | 1801 | 2372 |
| 1974                           | 1976 | 1979 | 1989 | 2001 | 2007 | 2010 |
| 2900                           | 2900 | 3075 | 3458 | 3140 | 2813 | 2602 |
| Гистограмма динамики населения |      |      |      |      |      |      |

## История
Первое упоминание в письменных источниках относится к 1511 году. Статус города с 28 декабря 1956 года.
В 1950—1962 годах — районный центр, перенесённый затем в Науйойи Акмяне (Новые Окмяны).

## Галерея

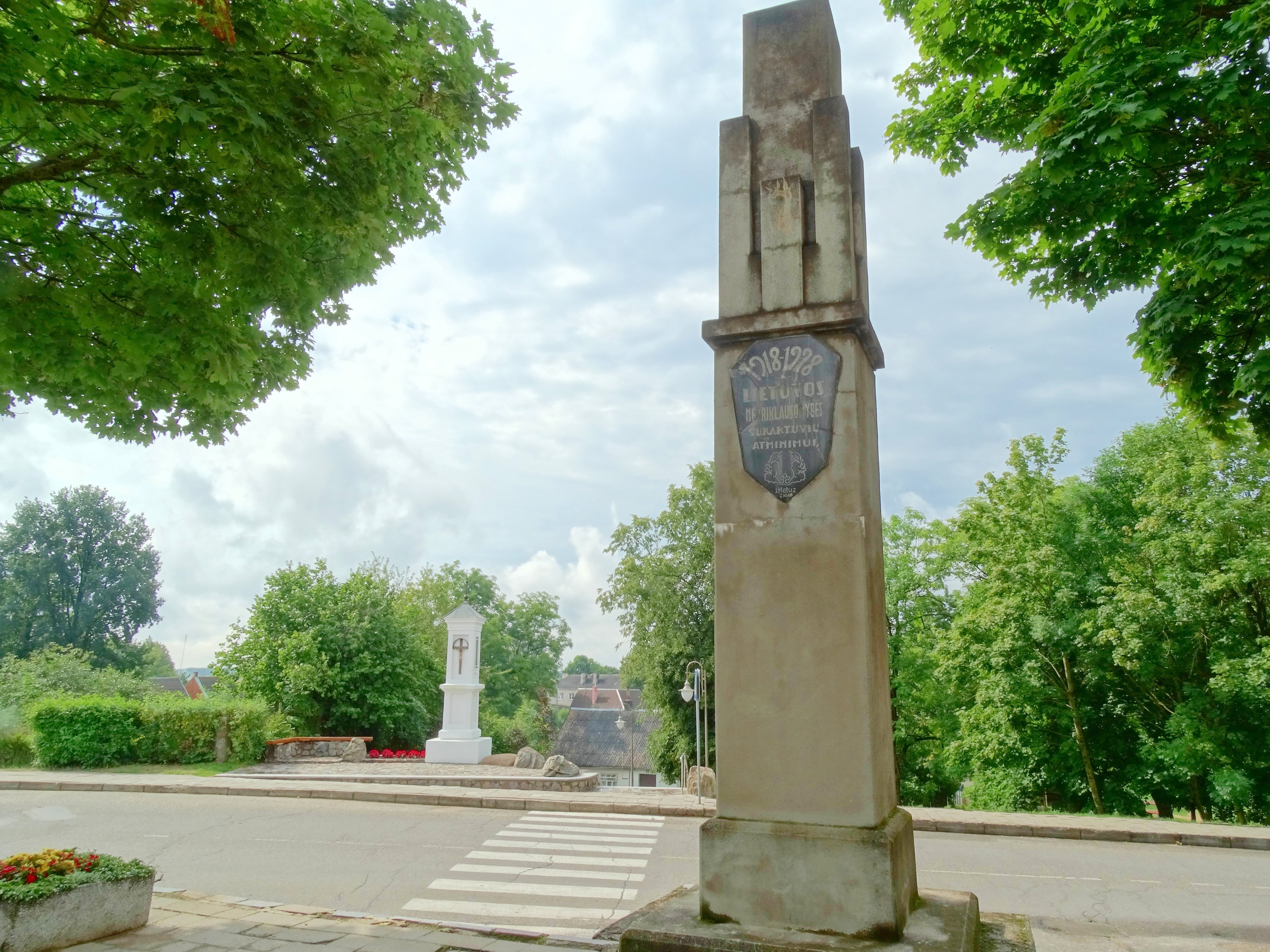
Монумент независимости
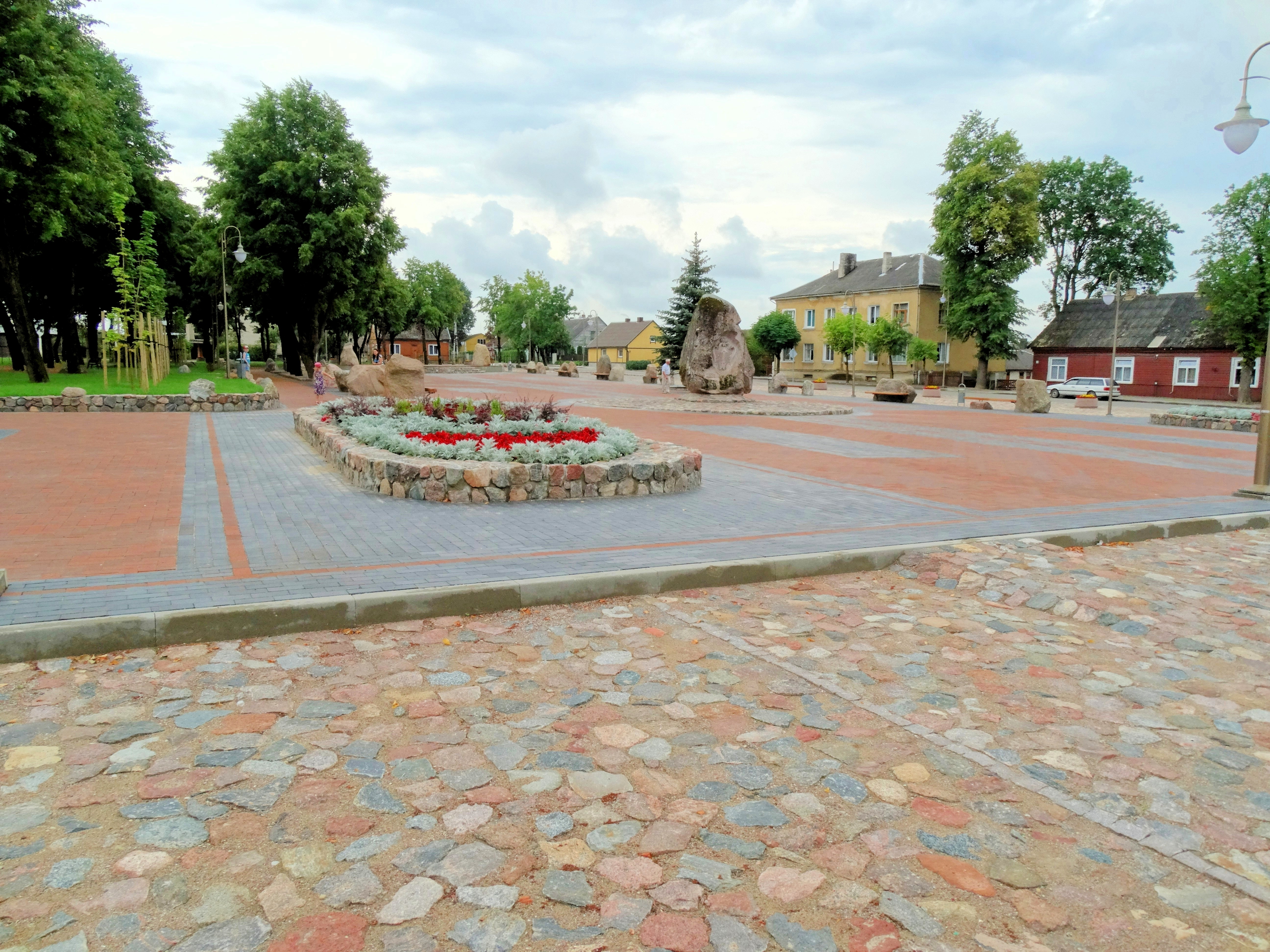
Центральная площадь
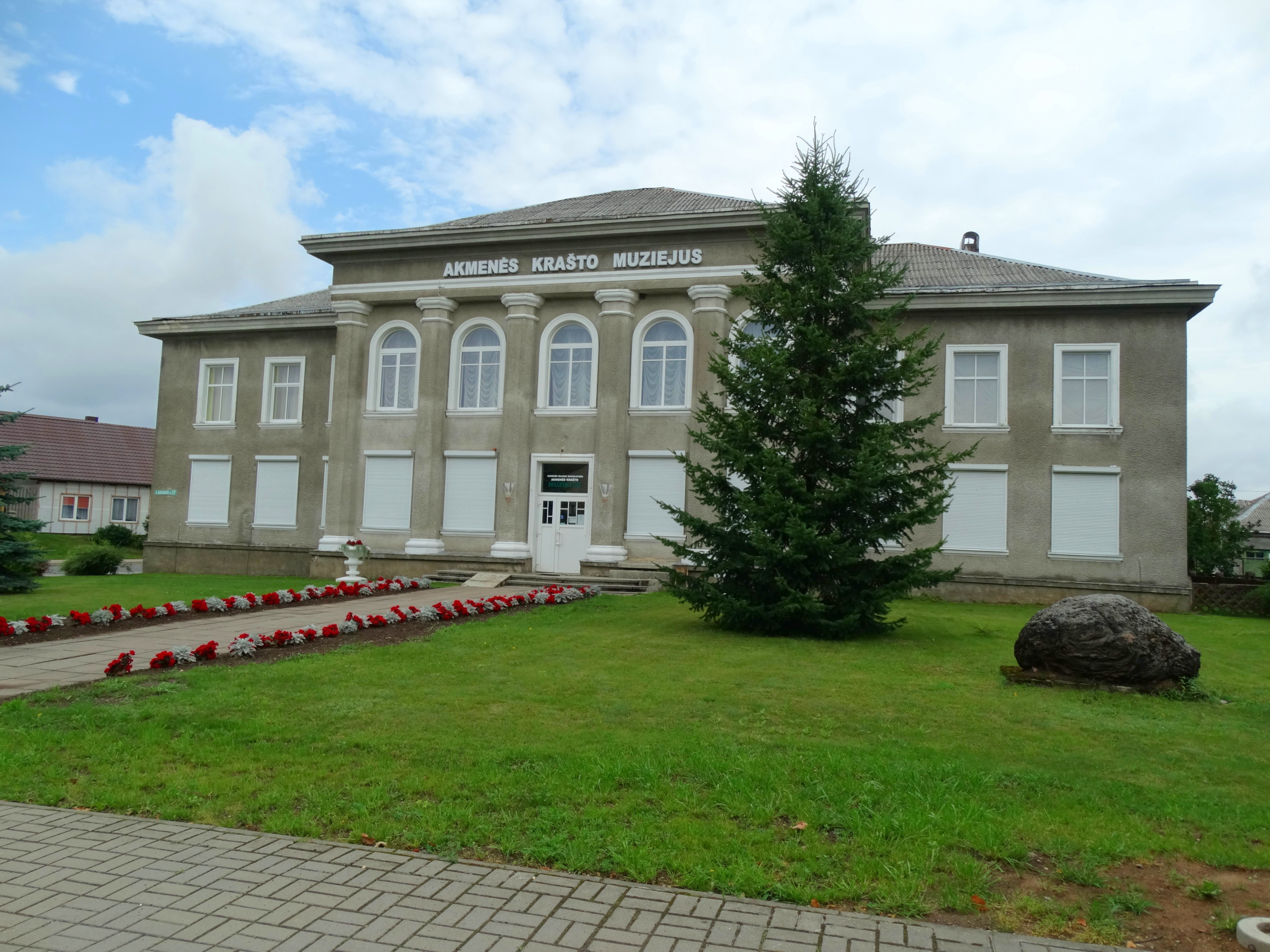
Музей в Акмяне
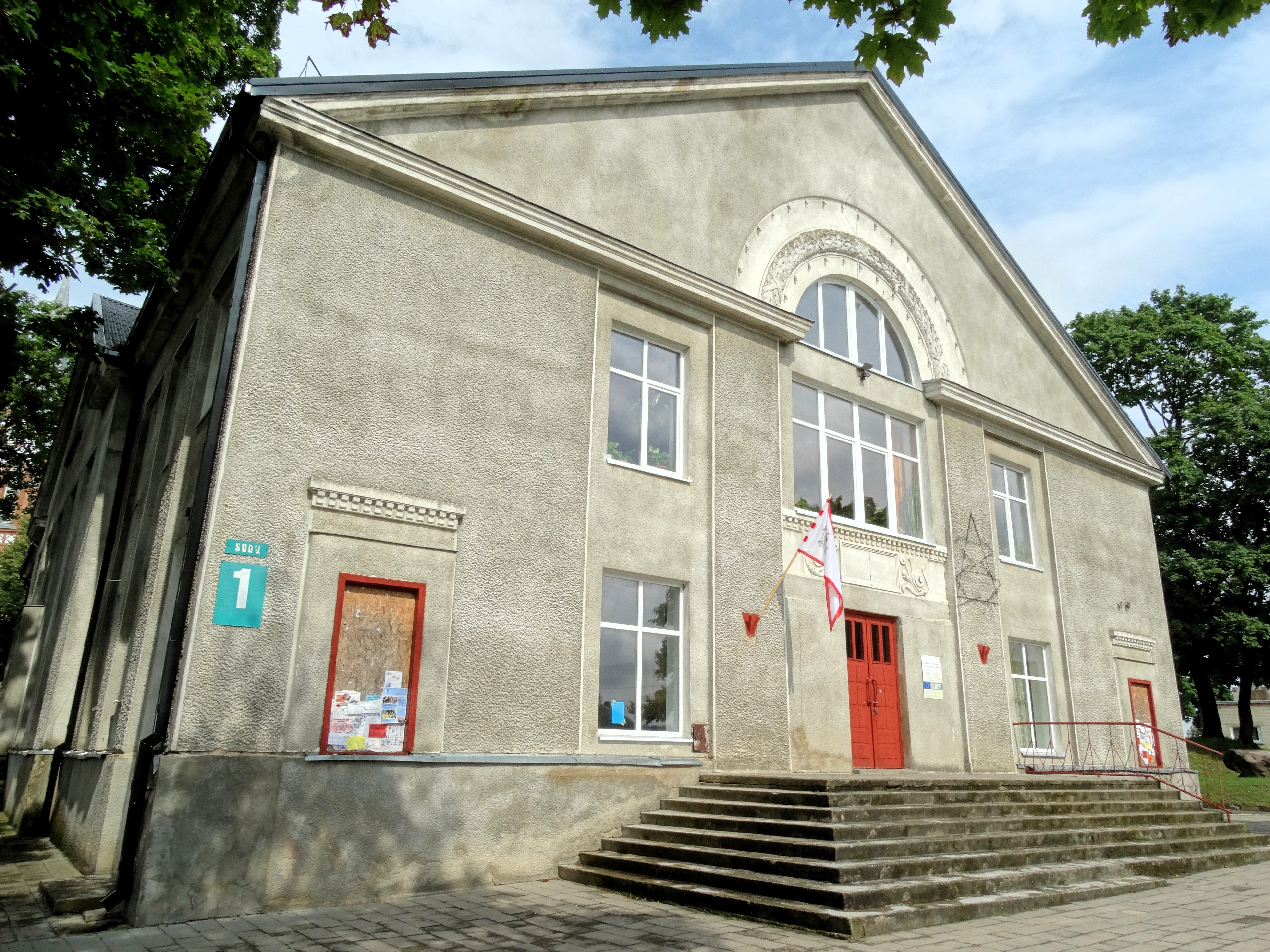
Дом культуры
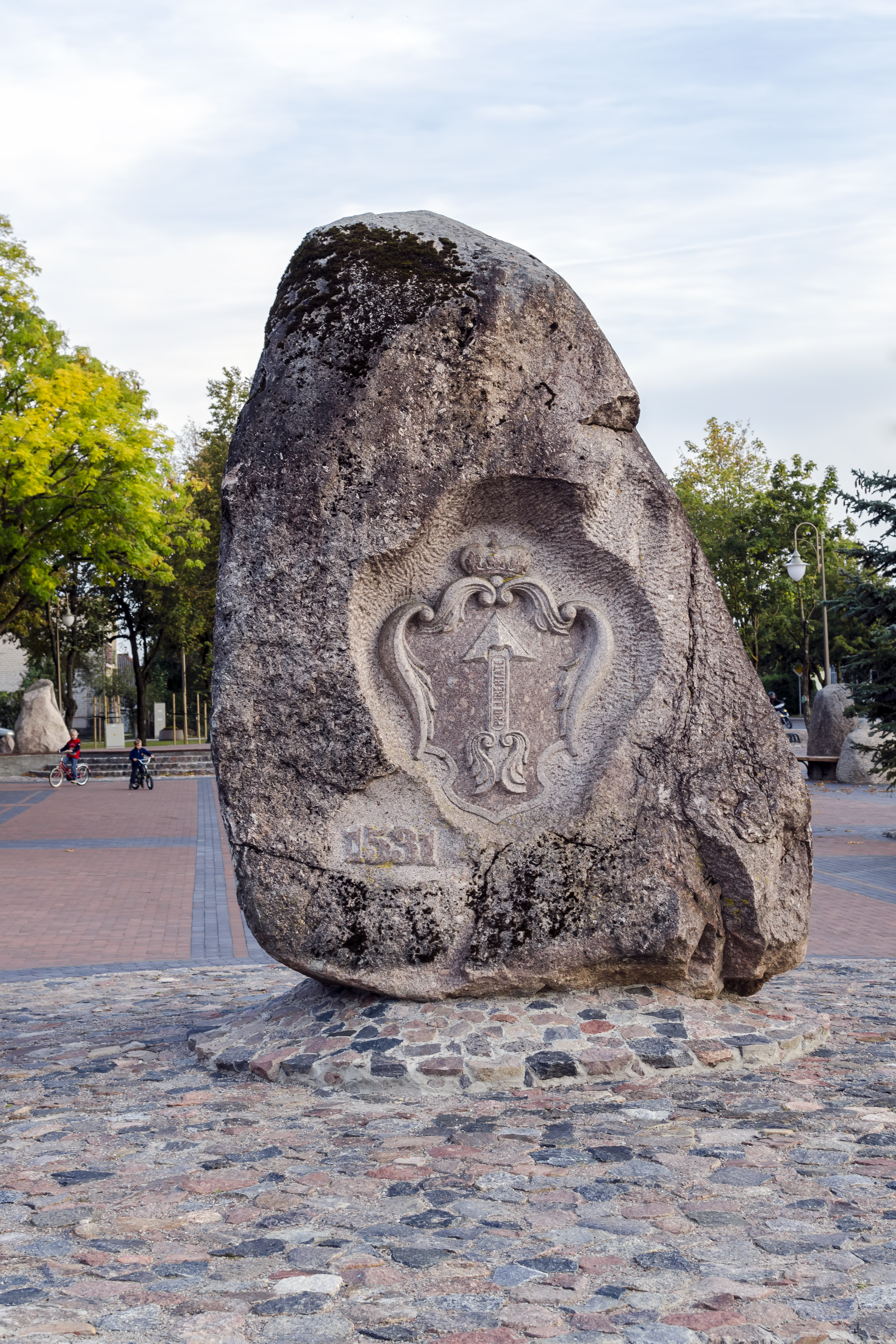
Памятный камень с гербом Акмяне
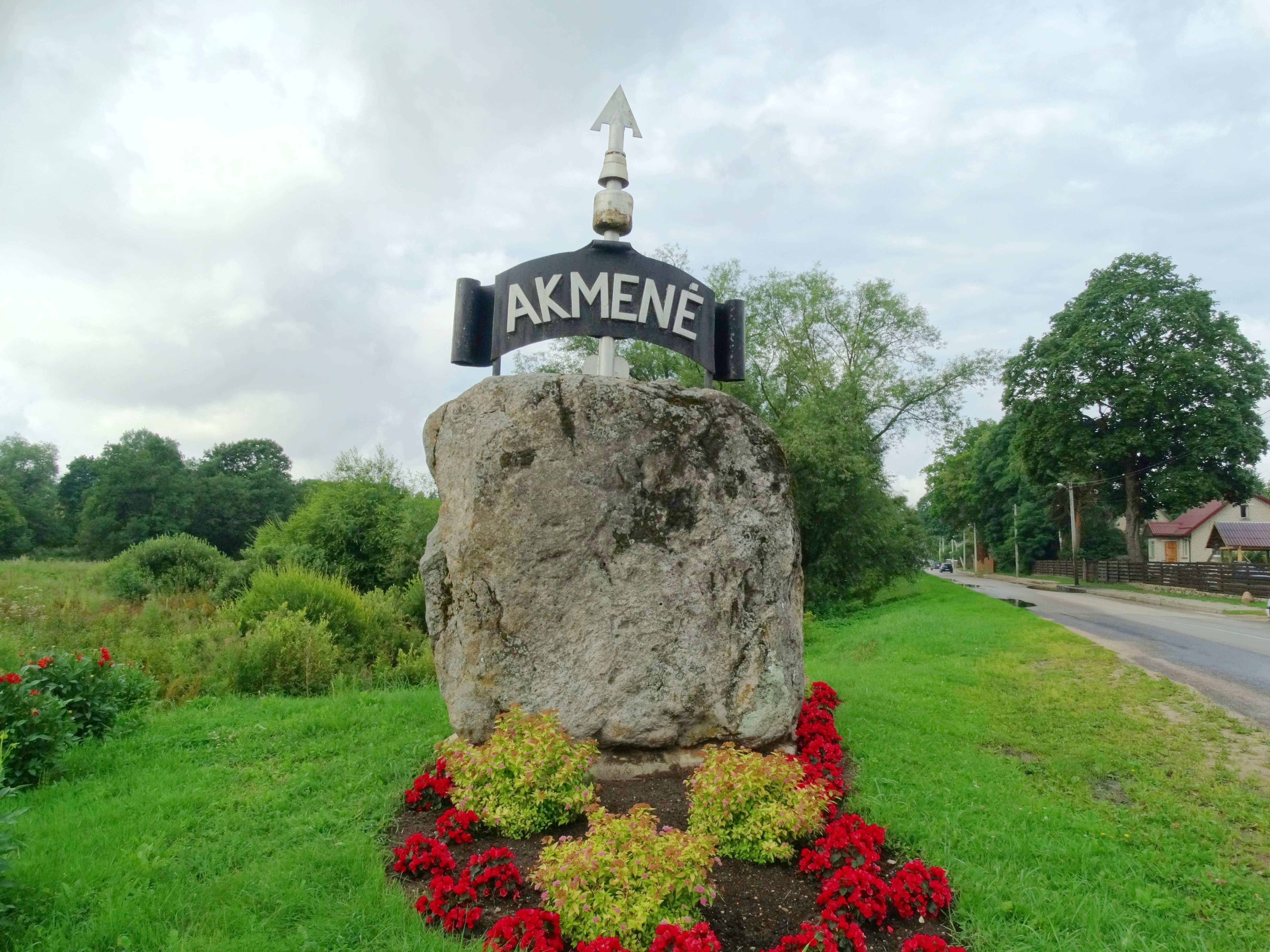
Камень на въезде в город
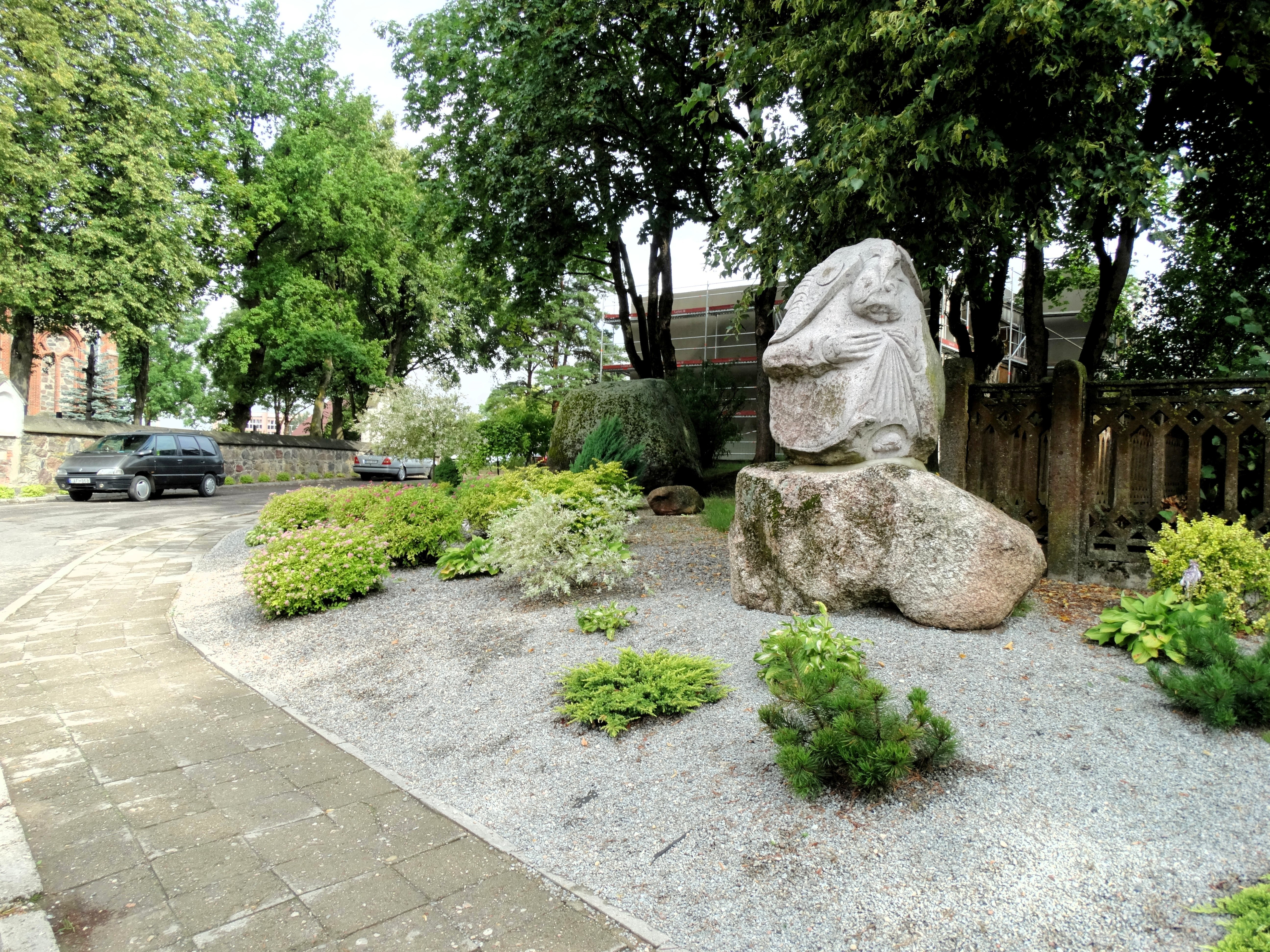
Камень
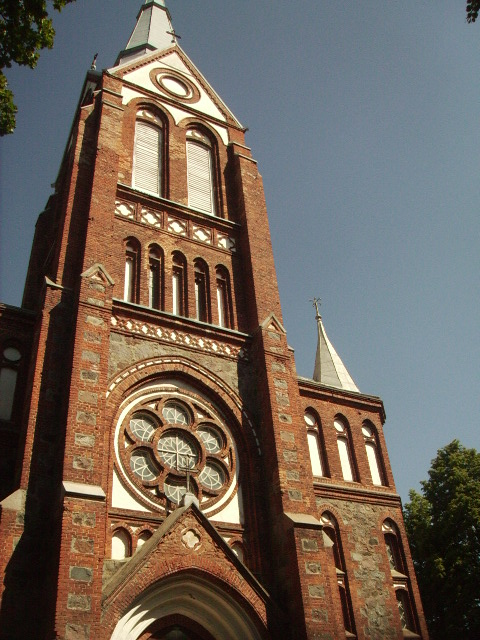
Колокольня